# Hans Caspar Hirzel (Politiker, 1617)

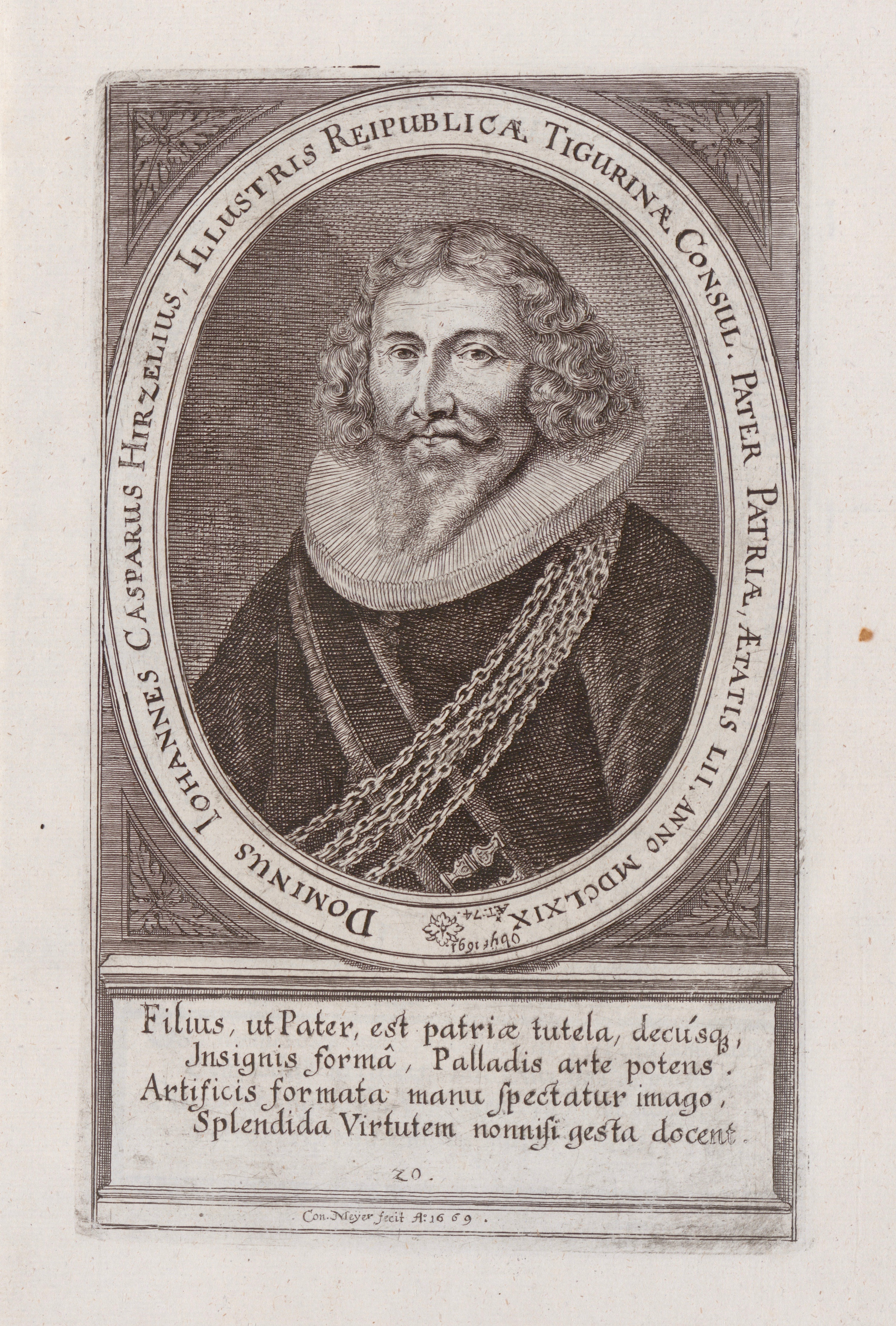
Bürgermeister Hans Caspar Hirzel, Porträt von Conrad Meyer, 1669

Hans Caspar Hirzel (* 30. Juni 1617 in Zürich; † 2. Juni 1691 ebenda) war ein Zürcher Tuchhändler, Bürgermeister und Diplomat.

## Leben
Hans Caspar Hirzel war der Sohn des Zunftmeisters zur Saffran und späteren Bürgermeisters Salomon Hirzel. Seine Mutter war Elisabeth Keller, deren Vater als Grosskaufmann, Landvogt von Greifensee und Schultheiss am Zürcher Stadtgericht wirkte. Sein Pate war der Theologe Kaspar Waser, Vater des späteren Bürgermeisters Johann Heinrich Waser. Hirzel genoss zunächst die für begabte Zürcher Bürgerssöhne vorgesehene humanistische Ausbildung. Nach Abschluss der Lateinschule setzte er sein Studium an der Genfer Akademie bei Jakob Laurenz, Professor der griechischen Sprache, fort. Im Oktober 1634 reiste er mit seinem Bruder Hans als Begleiter des Vaters nach Paris. Hier hatte Salomon Hirzels Gesandtschaft namens der reformierten Orte die Abschaffung neuer Zölle auf Handelsgütern und die Herausgabe der von Frankreich geschuldeten Pensionen zu betreiben. Salomons Söhnen sagte König Ludwig XIII. eine diplomatische Laufbahn voraus:
«Unterdessen verlangte der König unsere jungen Söhne zu sehen, die wurden ihm durch Herrn Bautru zugeführt. Und als der dem kaiserlichen Residenten eine Audienz gab und zum Fenster ging, gingen sie alle nacheinander zu ihrer Majestät und machten die tiefste Verbeugung. Dieser zeigte sich ihnen gegenüber freundlich und nahm auch seinen Hut ab. Als Sohn Hans ihm die Referenz erwies, sprach der Künig zu Herrn Bautru: Dieser scheint ein Ambassador zu sein! Bautru antwortete: Ja Sire, das ist sein Sohn – und hier ist der andere!»
Nach einer Bildungsreise nach Padua, wo er Vorlesungen an der juristischen Fakultät besuchte, heiratete Hans Caspar Hirzel 1636 die 16-jährige Katharina Orelli, Tochter des verstorbenen Zürcher Seidenhändlers, Ludwig Orelli (1576–1632). 1637 zog er mit seiner Familie vom väterlichen «Haus zur Haue», das er erst dreissig Jahre später wieder bewohnen sollte, an den Neumarkt in das von seinem Schwiegervater hinterlassene «Haus zum Rech». Um sich trotz mehrerer Verwandter, die bereits im Rat sassen, für die Übernahme eines politischen Amtes zu qualifizieren, kaufte er sich im gleichen Jahr in die «Zunft zum Schaaf» ein. Die Wahl dieser Zunft, die mit der Bearbeitung von Textilien und Pelzen beschäftigte Schneider, Kürschner und Tuchscherer vereinigte, lag auch deshalb nahe, weil sie seinen unternehmerischen Interessen und seiner ab 1641 dokumentierten Beteiligung an der väterlichen Baumwollmanufaktur in der Gerichtsherrschaft Altikon entgegenkam.

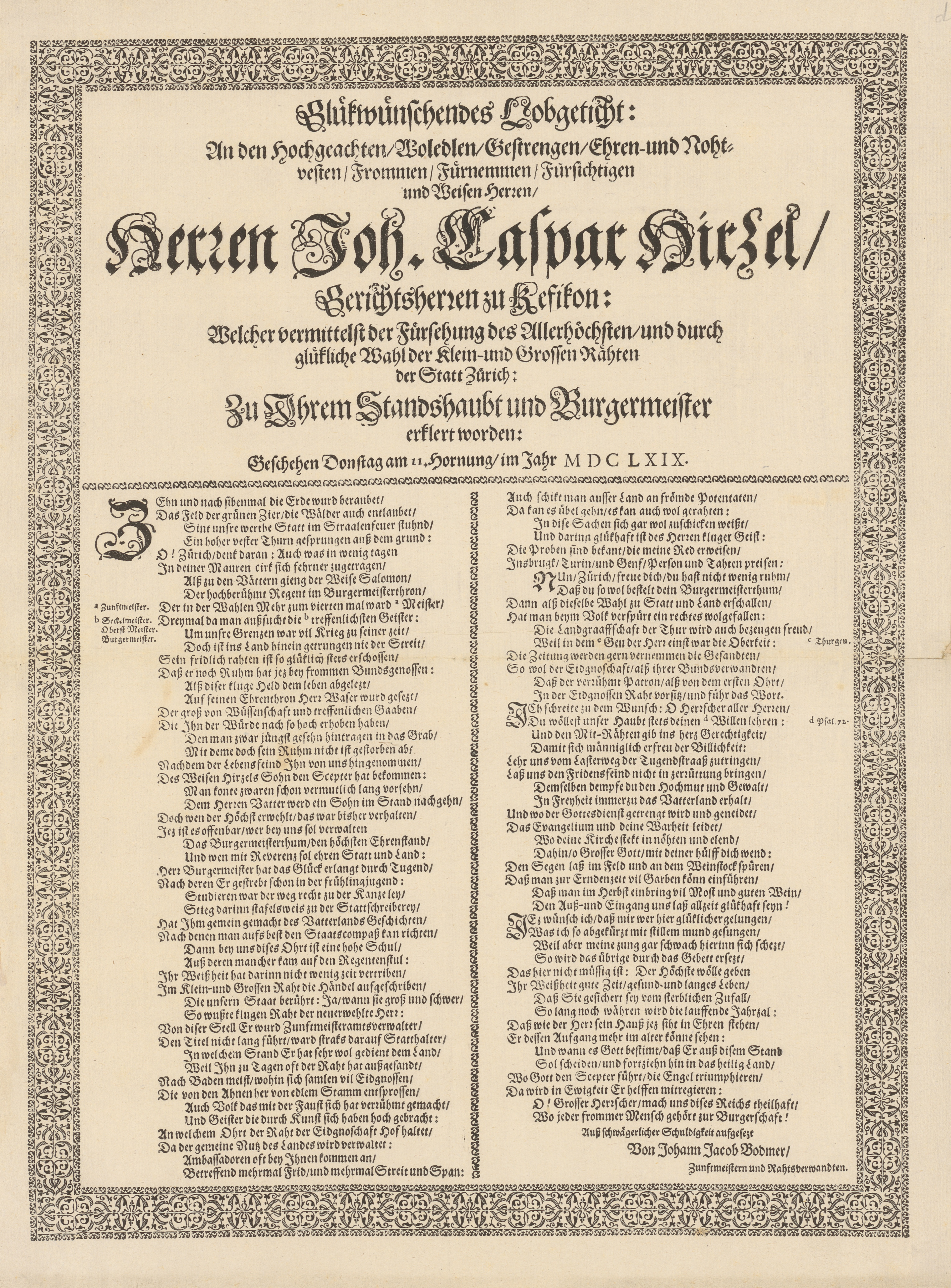
Johann Jacob Bodmer: Gratulation zur Wahl Hans Caspar Hirzels (1669)

1638 schlug Johann Heinrich Waser – zu dieser Zeit noch als Stadtschreiber – Hans Caspar Hirzel, der als Zwölfer im grossen Rat sass, zur Wahl zum Ratssubstituten und Gehilfen in der Zürcher Kanzlei vor. Waser notierte: «Mein Herr Bürgermeister, sein Vater, und er selbst erbaten dies nachdrücklich von mir, da sie ihn dem Kanzleidienst aufzuopfern gedachten.» An diese Stellung schlossen sich 1645 die Wahl zum Unterschreiber und 1650, dem Jahr, in dem er die Gerichtsherrschaft Kefikon und Islikon erwarb, jene zum Stadtschreiber an. Das Amt des Stadtschreibers behielt Hirzel auch 1658 bei, als er zum Landvogt von Thurgau bestellt wurde. 1665 wurde er Zunftmeister «zum Schaaf» und damit Kleinrat, nur Wochen später trat er das Amt des Zürcher Statthalters an, zu dem ausserdem die Verwaltung der Gemeinde Rümlang als Obervogt gehörte.
Neben seinen politischen Ämtern blieb er dabei ein einflussreicher Akteur im Zürcher Tuchhandel: 1666 sanierte er die von den Söhnen des Wollen- und Seidenhändlers Martin Orelli-Haag betriebene Firma «Herren Orellen uf dem Graben», indem er für 11'000 Gulden den «Tiefenhof» mitsamt Wohnhaus, dazugehörigen Gebäuden, Gärten, Wiesen, den Mobilien zur Wollenhandlung und fünf Seidenrädern erwarb. Die Leitung des neuen Betriebs übernahm sein Sohn Salomon Hirzel-Hess (1641–1716) zusammen mit dem schon zuvor beteiligten Hans Ulrich Orelli. Durch Übernahme des grössten Teils einer Bürgschaft wendete Hirzel im gleichen Jahr die schlimmsten Folgen des Konkurses seines Neffen, des Tuchhändlers Salomon Hottinger, ab. Seine eigene Firma belieferte er ökonomisch vorteilhaft mit Garn, das die von ihm in der Gerichtsherrschaft Kefikon und Islikon errichtete Wollmanufaktur produzierte.
Als 1668 die verbündete Freigrafschaft Burgund von französischen Truppen eingenommen wurde, wirkte Hans Caspar Hirzel als Kriegsrat bei der Errichtung eines eidgenössischen Defensionale mit. Diese Vereinbarung war auf die gemeinsame Verteidigung der durch die vorrückenden Kriegsparteien besonders gefährdeten Grenzregionen bei Basel, Genf und im Waadtland gerichtet. Den Höhepunkt seiner politischen Laufbahn erreichte er 1669 anlässlich seiner Wahl zum Bürgermeister und Nachfolger des verstorbenen Johann Heinrich Waser. Nun stand ihm auch der Eintritt in die Adelsgesellschaft der «Schildner zum Schneggen» offen, die ihn – auch hier in Nachfolge Wasers – zu ihrem Obmann kürte. 1673 erwarb er das Landgut «Wangensbach» in Küsnacht aus der Konkursmasse seiner Neffen, den Söhnen des Statthalters Salomon Hirzel. Diese sowie weitere von den Gläubigern angesprochene Verwandte – unter ihnen auch der Küsnachter Amtmann Leonhard Hirzel (1631–1708) – unterstützte er zudem bei der Begleichung ihrer aus dem Seidenhandel entstandenen Schulden. Den herrschaftlichen Sitz am «Wangensbach», zu dem ein weit ausgedehntes Rebgelände sowie eine Landwirtschaft gehörten, baute er zum «Schloss Küsnacht» aus.

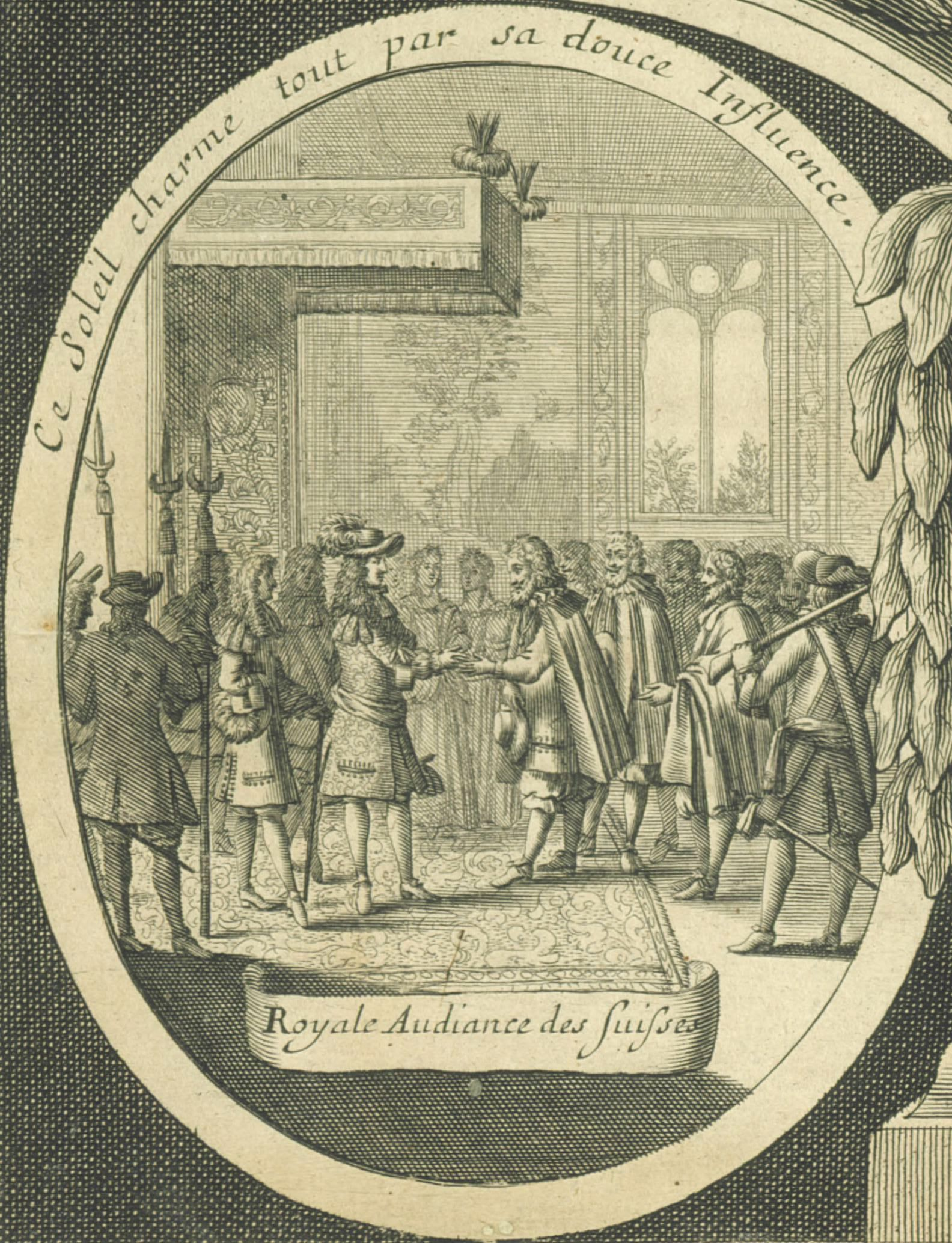
Ludwig XIV. von Frankreich begrüsst Hans Caspar Hirzel (1681)

Hans Caspar Hirzels politische Tätigkeit fiel in eine Zeit konfessioneller Auseinandersetzung, die unter anderem die Ostschweiz (Graubünden, Thurgau, St. Gallen), aber auch die weitere politische Landschaft Europas betrafen. Er verhandelte mit Herzog Karl Emanuel II. von Savoyen das Schicksal der reformierten Waldenser, verantwortete die sichere Verwahrung der Kleinodien, die Pfalzgraf Karl, Kurprinz von Heidelberg, als Pfand für eine Anleihe der Stadt Zürich hinterlegt hatte und trat auf die zahllosen, diplomatisch meist heiklen Werbungen europäischer Machthaber um Zürcher Kriegsvölker ein. Als Zürcher Gesandter nahm er an 66 Tagsatzungen teil. 1681 begrüsste er als Anführer einer Gesandtschaft von 250 berittenen Vertretern der reformierten Orte den zu dieser Zeit verbündeten König Ludwig XIV. von Frankreich, als dieser in Ensisheim bei Mülhausen weilte.
In Zürich war er mit der Verwaltung des väterlichen Erbes betraut, wusste aber auch seine politische Stellung für die Festigung der Belange seiner Familie und der ihr nahestehenden Geschlechter zu nutzen: Er reorganisierte das Amt des zunehmend in Konkurrenz zum Bürgermeister geratenen Säckelmeisters, führte eine Regel ein, die es Dienstnehmern fremder Herren weiterhin erlaubte, Pensionen zu empfangen, und revidierte ein in seiner Abwesenheit beschlossenes Gesetz, nach dem «keiner Bürgermeister im Rat werden könne, in dem bereits ein Sohn oder Bruder sitze. Und müsse weiterhin die Wahl eines Bürgermeisters vollkommen frei sein, und weder der Einsitz eines Sohnes noch jener eines Bruders im gleichen Rat diese auf irgendeine Weise behindern.» 1679 setzte er die zuvor lange vergeblich betriebene Aufnahme der Familie Orelli in den streng begrenzten Kreis der ratsfähigen Geschlechter durch, deren Vorfahren einst als Glaubensflüchtlinge von Locarno nach Zürich gekommen waren.
Wie vor ihm bereits sein Vater verfasste Hans Caspar Hirzel eine Autobiografie, in der er neben Aufzeichnungen über familiäre Ereignisse und zeitgenössisches Geschehen unter anderem auch seine Beobachtung des grossen Kometen von 1681 beschrieb.

## Werke
- Hirzel, Hans Caspar: Selbstzeugnisse (= Lebensbeschreibung, Gesandtschaftsberichte 1655–1681), hrsg. in: Leo Weisz: Die Söhne des Bürgermeisters Salomon Hirzel. Zürich: S. Hirzel Verlag, 1951, S. 76–295.
- Burckhart, Conrad: Regenten- und Underthanen-Spiegel; Zu ehren und glueckwuenschung dem Hochgeachten-Wol-Edlen / Gestrengen / Frommen / Ehren- und Noht-Vesten/ Fürsichtigen und Weisen Herren/ Herren Johann Caspar Hirtzel Gerichtsherren zu Kefikon/ den 11. Tag Hornung 1669. durch Gottes heilige Fürsehung New-erwähltenHerren Burgermeistern der Statt Zuerich Getruckt zu Zuerich / Bey Michael Schauffelbergers sel. hinderlassenem Erben. 1669 (= Biografisches und Glückwunschgedichte).
- Senn, Johann Caspar: Deren Hochgeachten/ Wol-Edlen/ Gestrengen/ Frommen/ Fuernemmen/ Fuersichtigen/ und Wol-Weisen Herren/ H. Joh: Caspar Hirzels/ In die XXII. Jahr lang gewesenen/ nun aber von Gott/ durch einen Seligen Hinscheide den 3. Junii 1691. in die ewige Ruhe versetzten/ Und H. Joh: Caspar Eschers/ Den 4. dito darauf/ zu grosser unserer Freude/ Neu-Erwehlten Herren Burger-Meisters/ Historisches Contrafaith, oder Abrisse,  Zürich, getrukt bey Johann Rudolph Simler, 1691 (= Gereimte Biografie).